# Carola Richter (Kommunikationswissenschaftlerin)
Carola Richter (* 1977) ist eine deutsche Kommunikationswissenschaftlerin. Sie ist Professorin am Institut für Publizistik- und Kommunikationswissenschaft der Freien Universität Berlin und leitet die Arbeitsstelle Internationale Kommunikation. Ihre Forschung fokussiert sich auf Medien und Protestbewegungen in der arabischen Welt, Auslands- und Kriegsberichterstattung, Medien und Migration sowie das mediale Islambild.

## Leben
Carola Richter studierte ab 1997 an der Universität Leipzig Arabistik, Journalistik und Politikwissenschaften. Sie absolvierte während des Studiums einen Auslandsaufenthalt an der Universität Bir Zait in Palästina. 2004 schloss sie das Studium mit dem Titel Magister artium mit einer Arbeit über das Mediensystem in Libyen ab. Während des Studiums wurde sie von der Friedrich-Ebert-Stiftung gefördert. Im Anschluss arbeitete sie als wissenschaftliche Mitarbeiterin an der Universität Erfurt und wurde dort 2011 zur Dr. phil. mit einer Dissertation zu Medienstrategien ägyptischer Islamisten im Kontext von Demokratisierung promoviert. 
Seit 2011 ist Richter Juniorprofessorin für Internationale Kommunikation an der Freien Universität Berlin. Seit 2017 ist sie Universitätsprofessorin auf Zeit. Zudem initiierte und leitet das Netzwerk der Deutschen Forschungsgemeinschaft (DFG) „Kosmopolitische Kommunikationswissenschaft“. Sie gibt das von der DFG geförderten Global Media Journal – German Edition heraus und koordiniert das Netzwerk AREACORE – The Arab-European Association for Media and Communication Researchers.
Richter ist seit 2024 Mitglied im Rundfunkrat der Deutschen Welle.

## Werke (Auswahl)
Monographien
- Briefe aus Palästina: ein zerrissenes Land um die Jahrtausendwende; Beobachtungen einer deutschen Studentin. Frieling-Verlag, Berlin 2001, ISBN 978-3-8280-1625-5.
- Das Mediensystem in Libyen - Akteure und Entwicklungen. Dt. Orient-Inst., Hamburg 2004, ISBN 978-3-89173-088-1.
- Die Medienstrategien ägyptischer Islamisten im Kontext von Demokratisierung. Frank & Timme, Berlin 2011, ISBN 978-3-86596-361-1 (zugl. Diss., Univ. Erfurt, 2010).
- Der Nahostkonflikt und die Medien. Books on Demand, Norderstedt 2014, ISBN 978-3-7357-3918-6.

Herausgeberwerke
- mit Asiem El Difraoui: Arabische Medien. UVK Verlagsgesellschaft, Konstanz 2015, ISBN 978-3-86764-509-6.
- mit Nadja-Christina Schneider: New media configurations and socio-cultural dynamics in Asia and the Arab world. Nomos Verlagsgesellschaft, Baden-Baden 2015, ISBN 978-3-8487-1293-9.
- mit Anna Antonakis und Cilja Harders: Digital media and the politics of transformation in the Arab World and Asia. Springer Fachmedien, Wiesbaden 2018, ISBN 978-3-658-20699-4.
- mit Vera Axyonova und Florian Kohstall: Academics in exile: networks, knowledge exchange and new forms of internationalization. Transcript Verlag, Bielefeld 2022, ISBN 978-3-8376-6089-0.